# 플로우하이브

플로우 하이브의 벌집방이 갈라져 꿀이 아래로 흘러내리는 방식을 보여주는 도식

## 크라우드펀딩의 진행
오스트레일리아의 스튜어트 앤더슨(Stuart Anderson), 시다 앤더슨(Cedar Anderson) 부자(父子)가 플로우하이브를 발명하였다. 그들은 2015년 2월에 인디고고를 통해 사출금형 제작을 위해 70,000 달러를 모으는 크라우드펀딩 캠페인을 개시했다. 그들은 1,200만 달러 이상을 모았으며 130여개국에서 25,000건에 가까운 주문을 발주받았다. 이 캠페인은 인디고고의 몇 개의 기록을 갱신했으며, 제일 성공적인 크라우드펀딩 중 하나가 되었다.. 2018년 3월까지 51,000 건의 주문이 수출되었으며, 개선된 벌집이 두 번째의 인디고고 캠페인을 통해 출시되었다.
다수의 자잘한 개선이 이루어진 플로우 하이브 2는, 2018년 초에 또다른 크라우드펀딩 캠페인을 통해 출시되었다. 두 번째 캠페인은 1,490만 달러 이상을 모았다.

## 디자인에 대한 비판
첫 번째 인디고고 캠페인이 진행될 때 양봉 전문 기자, 블로거들이 디자인에 관해 추측에 근거한 비판을 가했다. 이는 인터넷을 통해 폭넓게 퍼져나갔으며 주류 언론에 보도되었다.
- 플라스틱 재질: 일벌이 분비한 왁스로 만든 벌집은, 일벌이 모은 꿀에서 독소를 제거하는 데 도움을 준다.[출처 필요] 어떤 사람들은 플라스틱 벌집이 의도치 않게 독소를 꿀에 가두며, 환경에 대한 장벽의 역할을 할 것이라고 믿는다.[6] 하지만 플로우 하이브의 벌집틀에 사용되는 순수한 식품용 플라스틱은 BPS, BPA가 없으며, 틀에 사용된 재질이 꿀에 오염물질을 방출한다는 과학적인 근거는 없다.
- 벌꿀의 결정화: 벌꿀은 특히 추운 기후에서 딱딱해지거나 결정화할 수도 있지만,[6] 제품이 실제로 만들어지기 전에 제기된, 꿀이 플로우 하이브의 틀 안에서 굳어져 작동을 방해할 수 있다는 주장은 근거가 없음이 증명되었다. 꿀의 점도가 더 높은 추운 기후에서는, 꿀은 그냥 조금 천천히 흐를 뿐이다.[출처 필요]
- 홍보의 애매함: 플로우 하이브를 처음 광고할 때, "벌들을 방해하지 않고" 꿀을 채취한다는 식으로 홍보하였다. 많은 경험있는 양봉가들은 이는 마치 벌에 대한 유지관리를 할 필요가 없다고 주장하는 것처럼 보인다고 문제를 제기했다. 벌집은 발생할 수 있는 질병 등의 문제에 대한 주기적인 점검과 유지보수를 필요로 한다. 시다 앤더슨은 이러한 비판에 대응하여, 플로우 하이브를 광고하는 방식을 바꿨고, 플로우 하이브를 도입하여 바뀌는 부분은 꿀을 채취하는 과정 뿐이며, 양봉 과정의 나머지는 이전과 동일하게 남아있어야 한다는 것을 명시하였다.[7][8]

어떤 양봉가들이 플로우 하이브를 "새로운 문제를 만드는 해결책"이라고 불러온 반면, 다른 양봉가들은 플로우하이브가 꿀을 채취하는 고된 과정을 단순화하며, 원심분리기나 필터 등의 값비싼 추출장비가 필요 없기 때문에 소규모의 양봉가들이 특히 혜택을 본다고 하였다.

## 아마추어 양봉에 끼친 영향
호주에서는 플로우 하이브 덕에 기존의 양봉 모임에 가입하는 신입들의 급격한 증가, 몇몇 모임들의 신입 모집, 새로운 모임의 설립이 일어났다.

## 같이 보기
- 미세 플라스틱